# Santa Maria de Cóll
L'església parroquial de Santa Maria de Cóll, modernament advocada a l'Assumpció és al poble de Cóll, dins el municipi de la Vall de Boí, al límit meridional d'aquesta vall i terme. Pertanyia a l'antic terme de Barruera.
Actualment, forma part del cementiri. No és segur que pertanyés a un antic monestir benedictí, però sí que se sap que va estar relacionada amb Santa Maria d'Alaó. És un temple romànic del segle xii construït amb carreus ben treballats. Va ser consagrada l'any 1110.

## Història

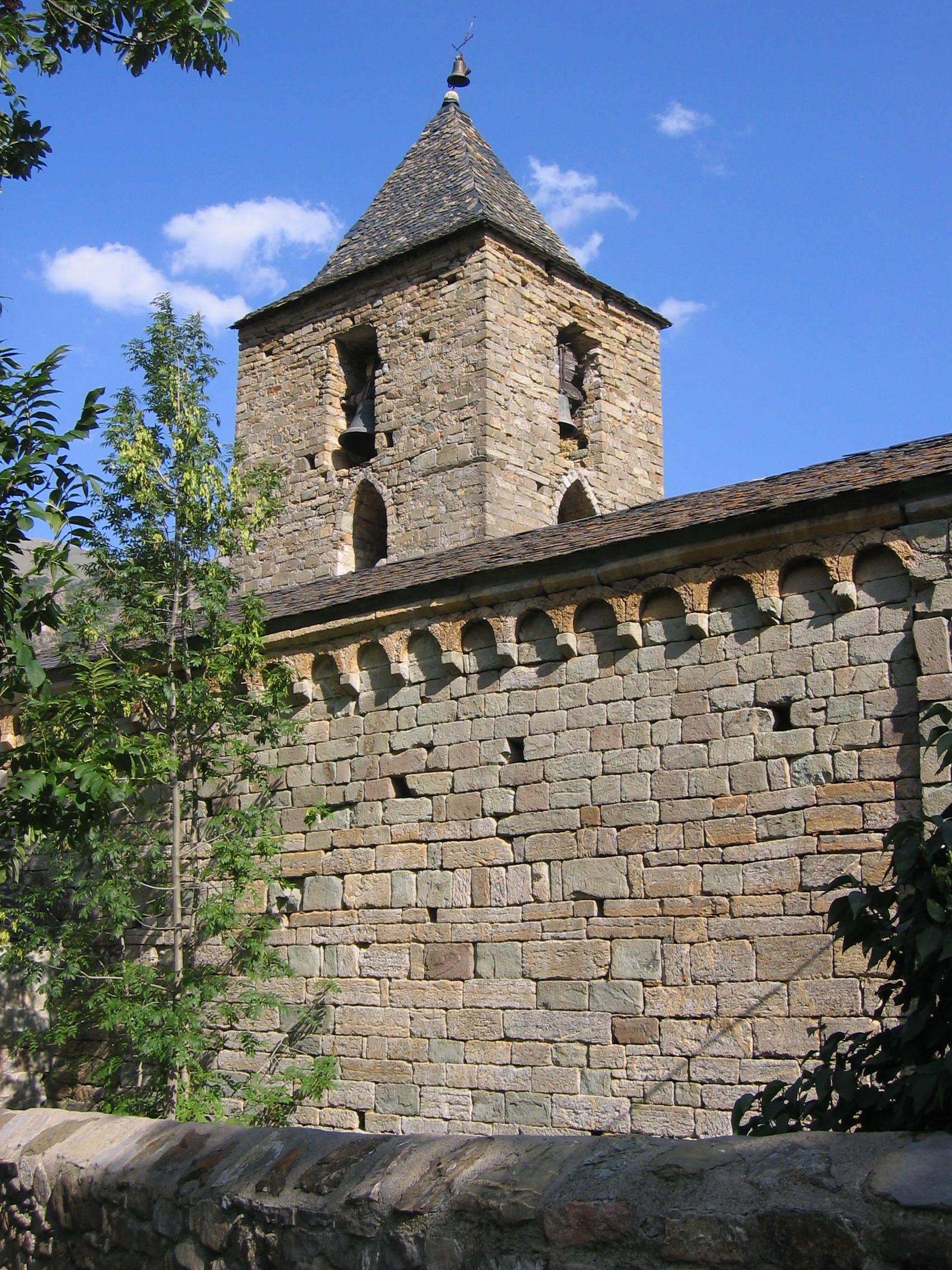
Mur meridional de l'església

La parròquia de Santa Maria de Cóll pertany al bisbat de Lleida, pel fet d'haver pertangut, a l'edat mitjana, al bisbat de Roda de Ribagorça. Forma part de la unitat pastoral 25 de l'arxiprestat de la Ribagorça, i és regida pel rector del Pont de Suert. Havia estat cedida, juntament amb tot el territori de Castilló de Tor a aquell bisbat per Sanç Ramírez després que el 1054 el seu pare, el rei Ramir I d'Aragó comprés aquell territori.
Una llosa de pissarra trobada a principi dels anys noranta del segle xx a l'altar de l'església contenia la inscripció 1110, cosa que fa pensar, pel lloc on va ser trobada, que es tracta de la data de la consagració de l'església.
Cap als anys setanta del mateix segle xx, s'emprengueren unes obres de consolidació de l'edifici, a càrrec de la Dirección General de Bellas Artes, que permeteren reconstruir la coberta de l'església i construir un mur perimetral de formigó per tal d'evitar l'aparició de noves esquerdes en els murs, i així evitar la degradació de l'edifici.

## Arquitectura
El conjunt presenta totes les traces d'un edifici molt unitari, amb poques intervencions posteriors a la seva consagració. És datable al segle xii, i presenta molts punts de contacte amb l'església de Santa Maria d'Alaó, amb la qual podria haver estat lligada.

### Església
Santa Maria de Cóll és una església romànica de nau única, capçada a llevant per un absis semicircular. La nau és coberta amb volta de canó, subdividida en tres trams per dos arcs torals, un dels quals (el més allunyat de l'absis) arrenca d'unes pilastres semicilíndriques amb capitells molt senzillament esculpits al capdamunt.

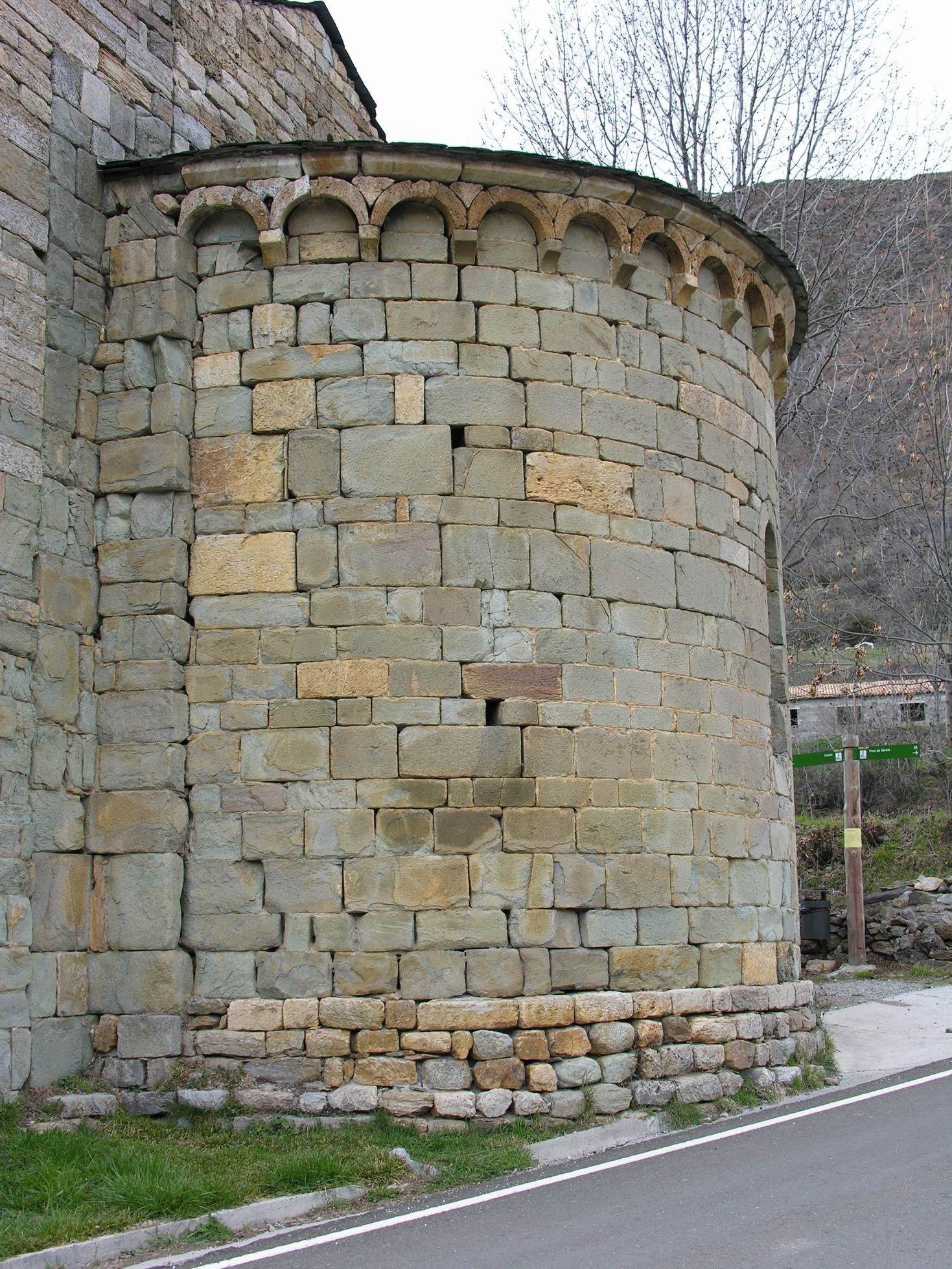
L'absis

L'absis és cobert amb volta de quart d'esfera. A l'exterior, és el típic absis romànic de tambor, amb bandes llombardes de decoració (arcuacions cegues), però sense lesenes, cosa que indica que es tracta d'una obra d'un romànic ja molt avançat. Aquest detall, juntament amb l'aparell de carreus grossos i regulars utilitzat en la construcció del temple, fa que es pugui datar aquesta església en el segle xii.
Va ser afegida al mur nord una capella coberta amb volta de canó, i al sud, un campanar que té la planta baixa oberta a l'església en forma de capella, que queda afrontada a l'altra capella abans esmentada. Com que les dues capelles queden en el primer tram de la nau, immediat a l'arc presbiterial de l'absis, la planta de l'església pren una certa configuració de planta de creu llatina. Ara bé, no es tracta d'un transsepte, sinó de dues capelles afrontades.
El segon tram de la nau -el central- presenta la paret interior buidada amb dos arcs de mig punt, per tal d'encabir-hi dos altars. Es tracta d'una obra moderna, que no correspon a l'església original.
Al darrer tram de la nau, l'oest, s'hi va construir un cor, per a la qual cosa es va allargar la nau. La coberta d'aquest afegit és de bigues, mentre que la resta té volta de canó. La barana del cor és gòtica, i una escala de cargol buidada a l'angle sud-oest de l'església hi mena.
La il·luminació original es feia a través de dos ulls de bou enfrontats, un a cada extrem de l'edifici. Un és al mur de ponent, bastant per damunt de la porta d'accés al temple. L'altre, al de llevant, per damunt de la coberta de l'absis. Al mur de migdia, a més, hi ha una finestra coronada per dos arcs de mig punt, en gradació; tots dos tenen l'interior fet en un sol bloc de pedra. Una altra finestra és al centre de l'absis, a llevant. Té un sol arc de mig punt, fet amb una llosa disposada com a timpà, amb dos arquets concèntrics esculpits a la pedra.

### Decoració exterior
Tota l'església presenta un aspecte molt regular. L'aparell és de carreus voluminosos, ben escairats posats en filades horitzontals ben ordenades, travades amb trencajunts. No hi ha cap element decoratiu fins a arribar gairebé al ràfec de la teulada: allí es troba un fris d'arquets cecs d'herència llombarda, cadascun d'ells amb mènsula, que suporta una cornisa de la qual arrenca la teulada. En general, les mènsules són llises, però n'hi ha tres d'esculpides. Una amb un cap humà, una altra amb el d'un bou o una vaca, i el tercer, situat a l'absis, no permet la identificació pel seu mal estat a causa de l'erosió.

### Porta
La façana occidental té una portada amb dues arquivoltes amb columnes, i un arc de mig punt tancat per un fris escacat en el semicercle exterior. Les columnes tenen capitells historiats i de temes vegetals.
Sobre la clau de l'arquivolta exterior es veu un crismó, considerat el més bell d'entre tots els de les esglésies de l'entorn; en els angles de la pedra es veuen dos coloms i dos capets humans, un d'ells tocant una banya de caça. Més amunt, al mur, hi ha una obertura rodona emmarcada per una motllura plana, que és l'ull de bou anteriorment esmentat.

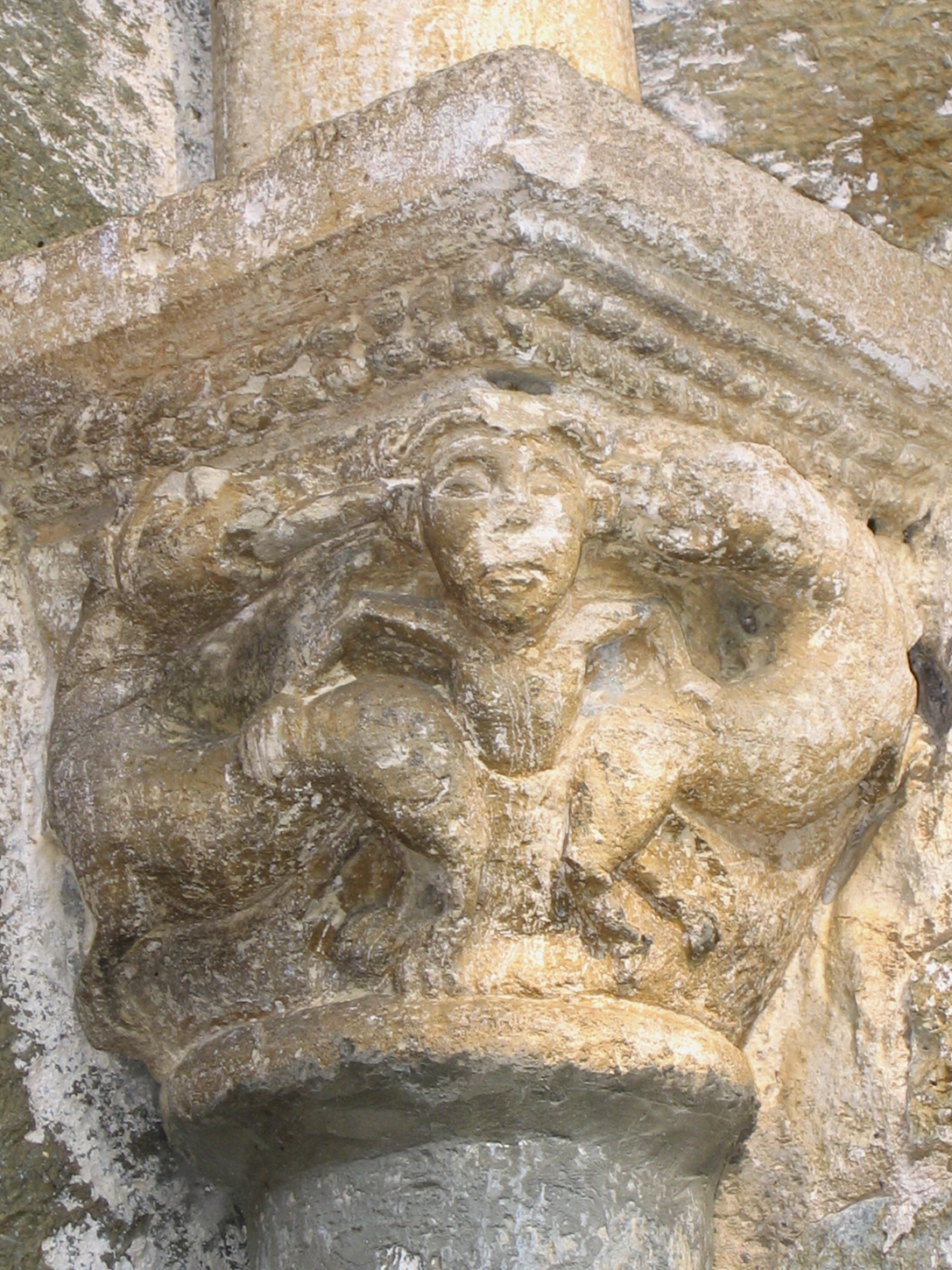
Columna de la porta
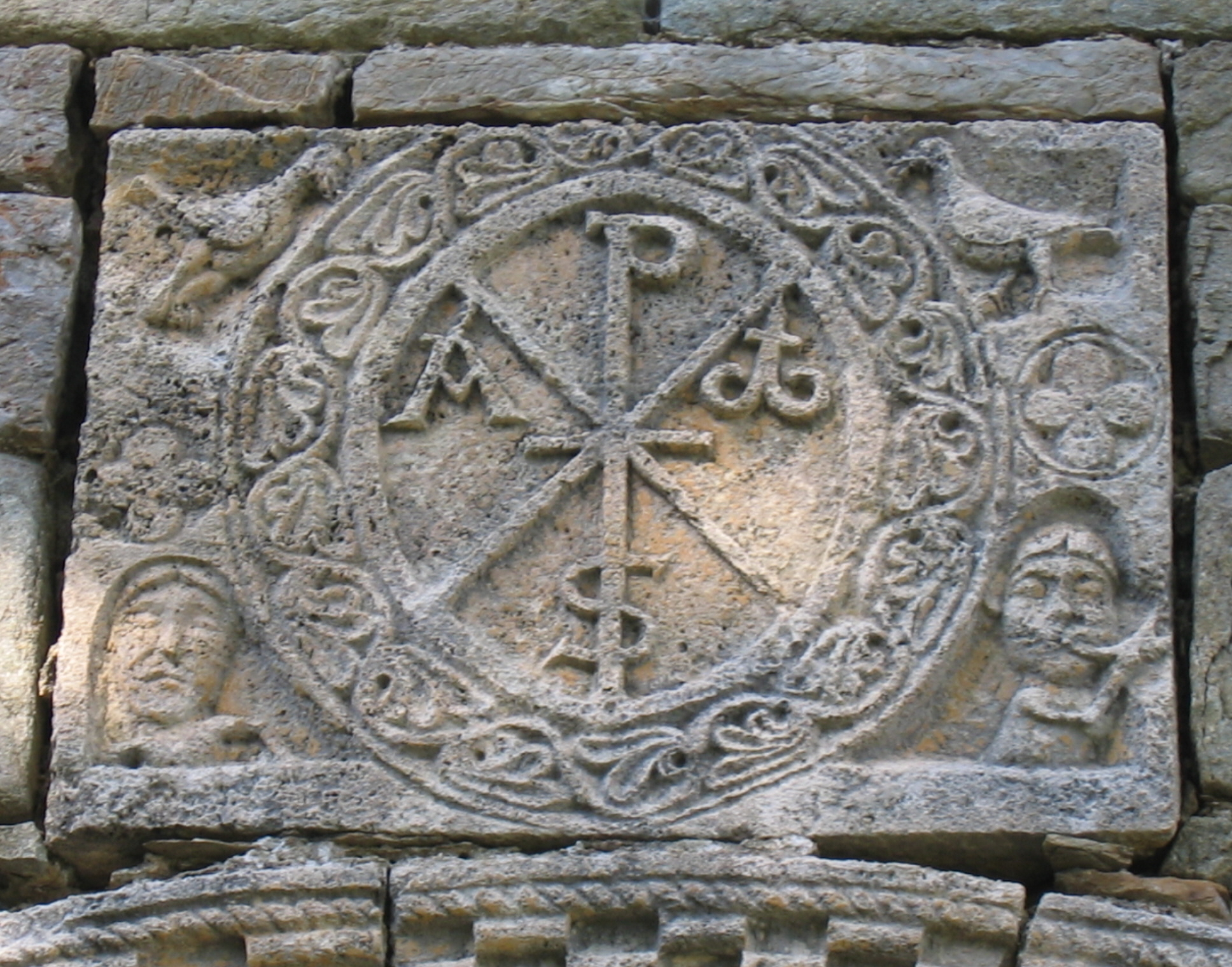
Crismó, al centre de la façana
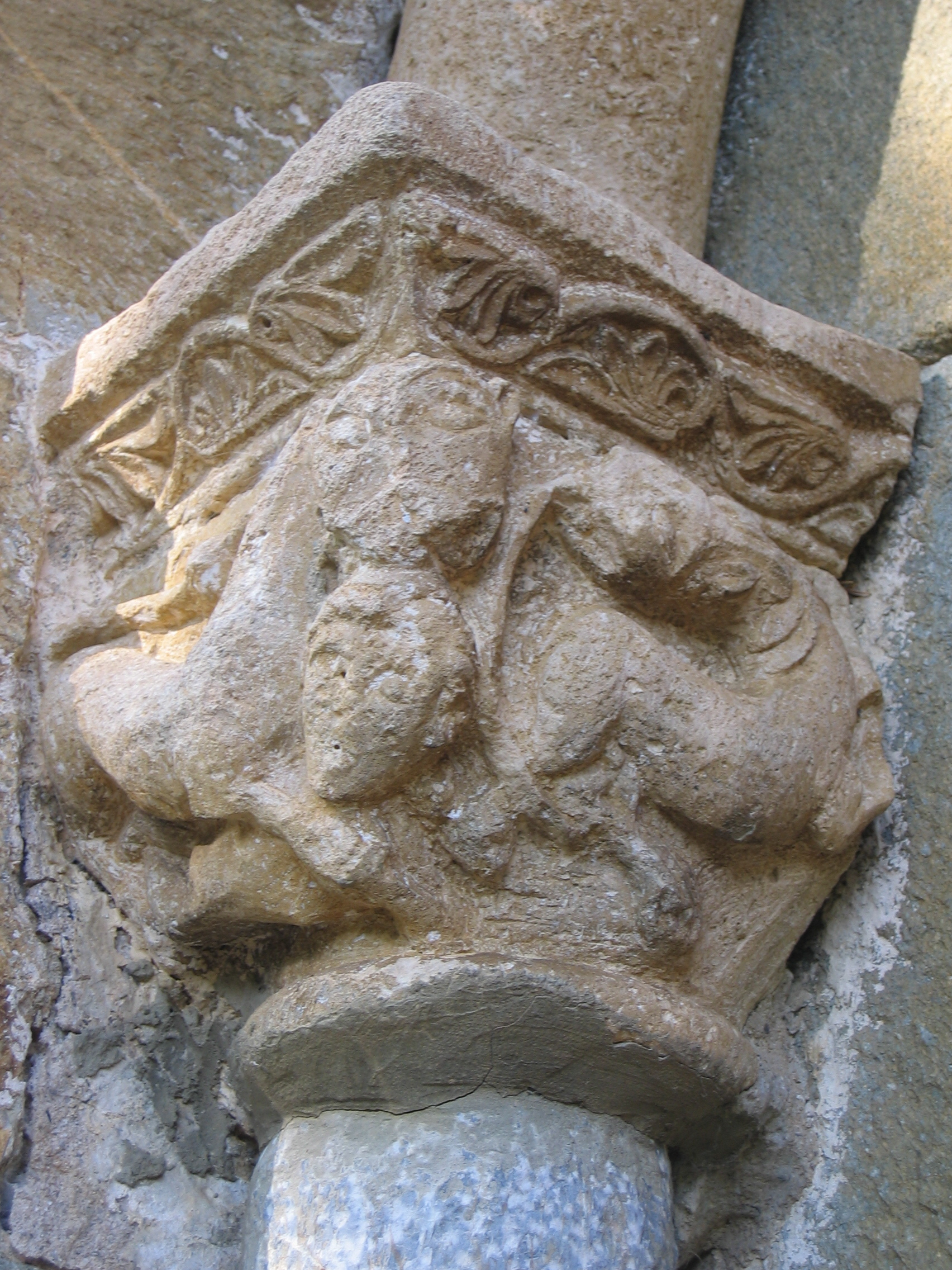
Columna de la porta

### Campanar
La torre del campanar, que a la planta baixa forma la capella sud de l'església, és de dos pisos, per damunt de l'església. Està situada a la façana meridional, a prop de la capçalera, i està parcialment encavalcada damunt de la nau. És de construcció gòtica, amb finestrals apuntats en el primer pis i obertures per a les campanes en el superior, que és el que fa de campanar.

### Altres elements ornamentals
La ferramenta de la porta de fusta de la portada és d'artesania medieval. Entre el seu mobiliari litúrgic es conserva un interessant frontal romànic que es guarda al Museu Episcopal de Vic.
Els béns mobles integrants de la declaració de BCIN són: imatge de la Verge del Roser de fusta tallada i policromada, lampadari de ferro forjat, barana del cor de fusta tallada, forrellat de ferro forjat, tres bancs de fusta, base de creu de pedra tallada, tres campanes de bronze fos.